# 춘천시 갑
춘천시 갑은 대한민국의 옛 국회의원 선거구이다. 당시 춘천시 북부 지역을 관할했다.

## 역사
1995년 1월, 춘천시와 춘성군이 통합되면서 통합 춘천시가 신설되었다. 이에 춘천시 지역 선거구가 춘천시 갑, 춘천시 을 선거구로 나뉘어지면서 신설되었다.
제16대 국회의원 선거를 앞두고 춘천시 갑, 을 선거구가 통합되면서 춘천시 선거구를 이루게 됨에 따라 폐지되었다.

## 역대 국회의원
| 선거   | 정당 | 정당     | 의원   |
| ------ | ---- | -------- | ------ |
| 1996년 |      | 신한국당 | 한승수 |

## 역대 선거 결과

### 대한민국 제15대 국회의원 선거
|  | 57.80% |

|  | 32.18% |

|  | 6.98% |

|  | 3.02% |